# Je rêvais d'étoiles
Je rêvais d'étoiles (titre original : Starlight Dreamer) est une nouvelle de science-fiction écrite par l'auteur britannique Peter F. Hamilton, publiée par l'édition Gollancz en 1994 dans le recueil New Worlds 4.
En France, elle est parue dans le recueil Science-fiction 2006 publiée par Bragelonne en 2006.

## Analyse
Le roman Nano de la trilogie Mindstar achevé, Peter F. Hamilton s'est mis à écrire cette nouvelle avant qu'il ne commence Rupture dans le réel, première partie de L'Aube de la nuit.